# Unió d'Artistes de l'Azerbaidjan

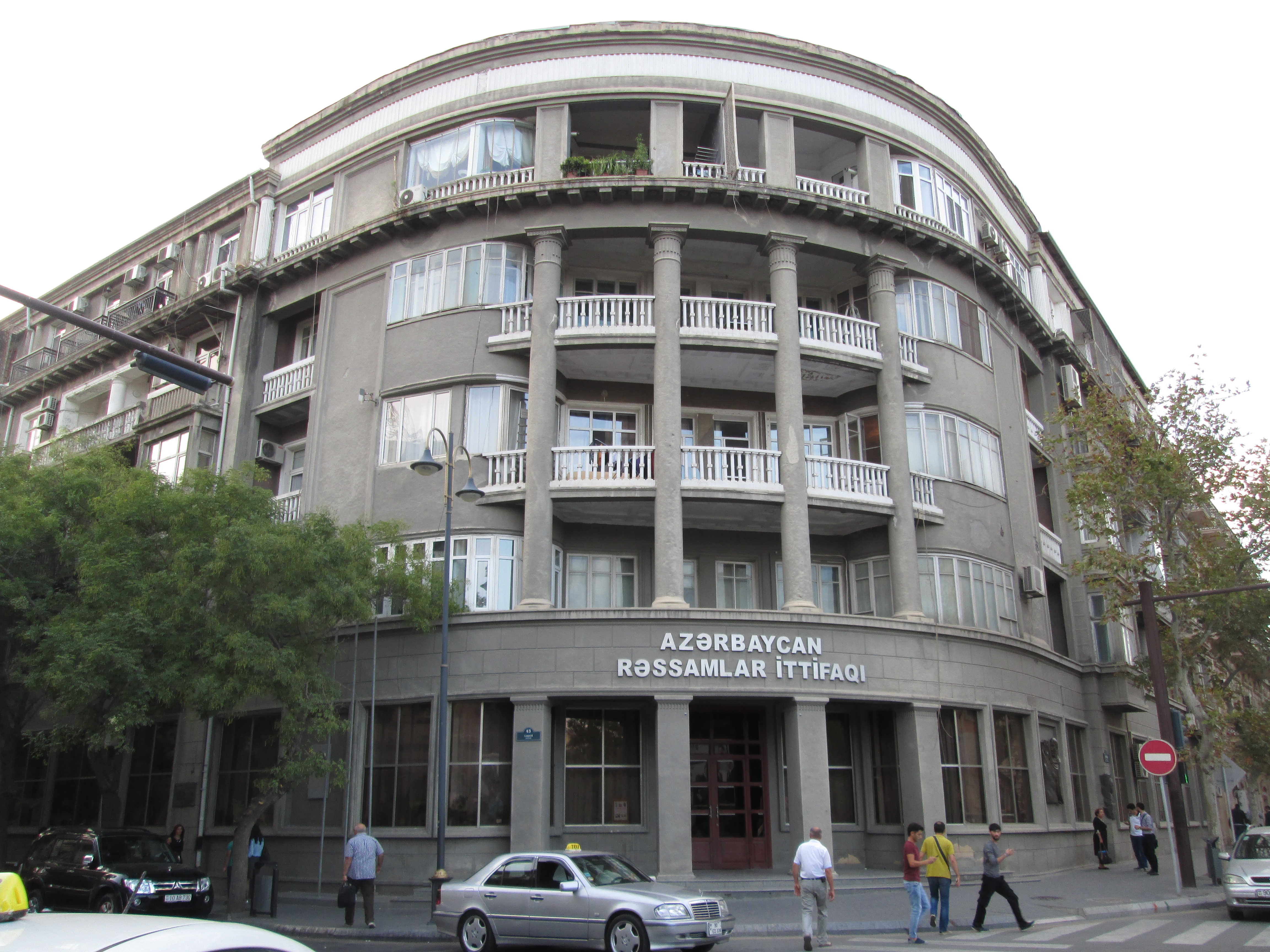
Càmera de la Unió d'Artistes de l'Azerbaidjan.

La Unió d'Artistes de l'Azerbaidjan (en àzeri: Azərbaycan Rəssamlar İttifaqı) és l'organització pública creativa dels artistes i els crítics d'art a l'Azerbaidjan.
La Unió d'Artistes de l'Azerbaidjan va ser establerta en 1932 a Bakú. Aquesta unió organitza exposicions i concursos d'artistes nacionals i estrangers a l'Azerbaidjan. Actualment existeix 1651 membres de la unió. En Nakhtxivan, Gandja i Shaki funciona les oficines regionals de la unió.
Actualment el president de la Unió d'Artistes de l'Azerbaidjan és el famós artista de l'Azerbaidjan, Farhad Khalilov. Aghali Ibrahimov és el secretari de la unió.

## Presidents[calcitació]
- Ismayil Akhundov (1940-1944)
- Nusrat Fatullyev (1944-1946)
- Mursal Najafov (1946-1947)
- Ismayil Akhundov (1947-1952)
- Baba Aliyev (1952-1953)
- Mammadagha Akhundov (1953-1961)
- Nadir Abdurrahmanov (1961-1970)
- Tokay Mammadov (1970-1972)
- Tahir Salahov (1972-1973)[6]
- Yusif Huseynov (1973-1987)
- Farhad Khalilov (1987-actualitat)